# Calpulli
Calpulli era una unitat social complexa, en general amb els grups nahues. Estava compost per diversos llinatges que es consideraven emparentats entre si pel fet de posseir un avantpassat comú, que generalment era un déu tribal. Els seus integrants s'encarregaven de funcions molt diverses. En ocasions, diversos calpulli es trobaven units en barris i solien estar especialitzats en alguna activitat artesanal o professional.
A la ciutat de Tenochtitlan, la divisió es feia en quatre sectors, barris o campan: Atzacualco, Teopan, Moyotla i Cuepopan, en cadascun dels quals s'explicava fins a cinc calpulli, és a dir, un total de vint per a tota la ciutat. Finalment aquests calpulli estaven dividits en carrers o tlaxilacalli.
En la societat mexica, un calpulli (del significat "casa gran") de nàhuatl calpolli era la designació d'una unitat d'organització sota el nivell del altepetl "ciutat estat". Un estat de nahua va ser dividit en un nombre de calpulli que cadascun va constituir una unitat on estaven col·lectivament responsables els habitants del calpulli de diverses tasques d'organització i religioses referent al més gran. Els calpulli van controlar la terra que estava disponible per als membres del calpulli per conrear i també va funcionar les escoles de telpochcalli per als homes joves d'un pendent més comú.
La naturalesa entre els membres del calpulli és una qüestió de discussió. S'ha discutit tradicionalment que el calpulli era en primer lloc una unitat de la família on estaven relacionats els habitants amb sang i intermatrimoni. Altres erudits tal com Van Zantwijk (1985) neguen que aquest era necessàriament el cas i ell demostren que almenys en cert que la naturalesa basada família del calpulli va ser substituïda per una estructura jeràrquica que va basar en abundància i el prestigi on es va permetre als nouvinguts, col·locar-se i fer-se part del calpulli.